# Slamball

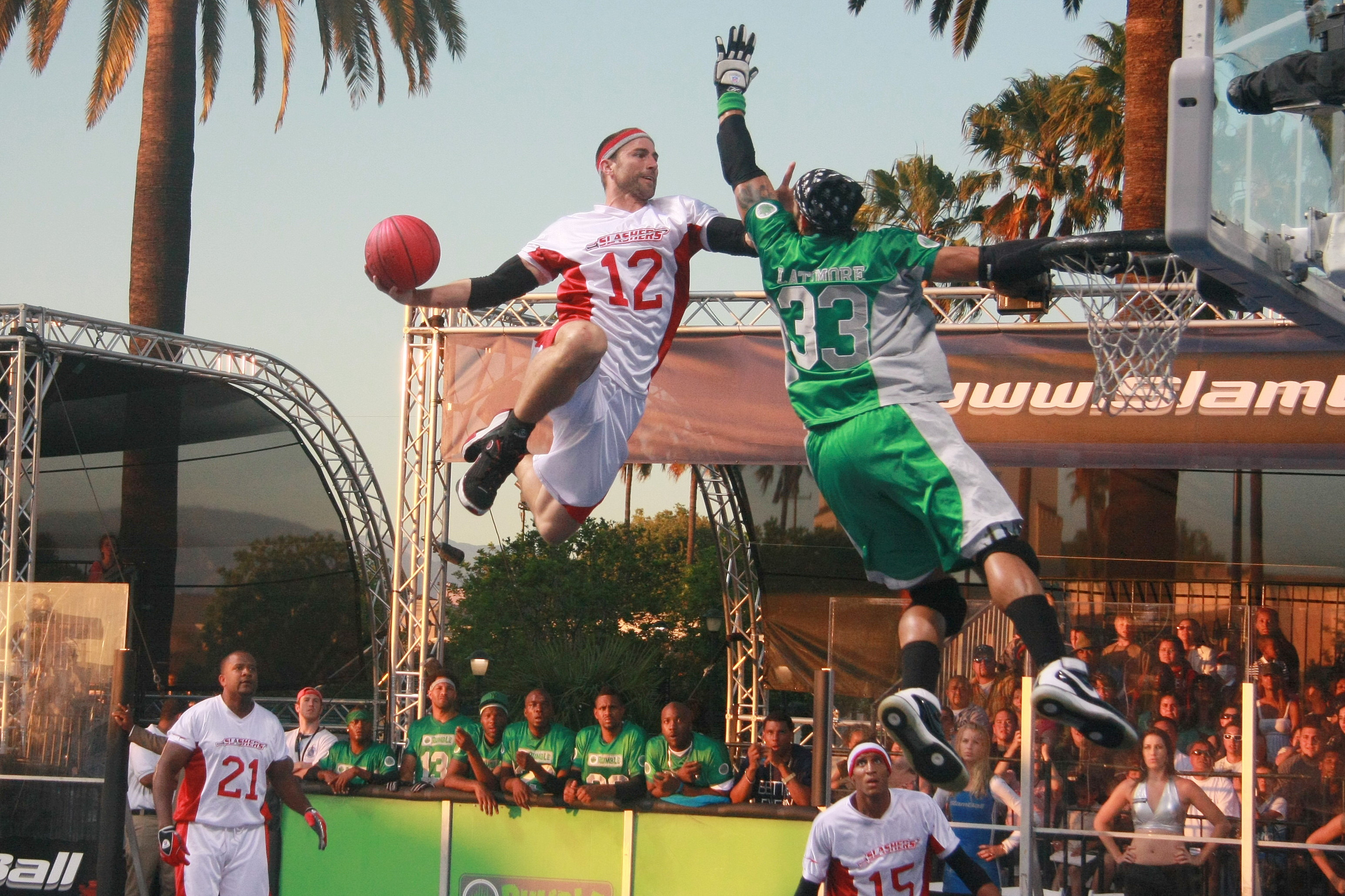
Angriff und versuchte Abwehr eines Slams (2008)

Slamball ist eine Ballsportart aus den USA, die in den 2000er Jahren entwickelt wurde.

## Hintergrund
Slamball ist an Basketball angelehnt, soll jedoch durch Spektakularität beeindrucken, was unter anderem durch Trampoline in der Umgebung der Körbe, eine höhere Punktzahl für Dunks und eine sehr kurze maximale Angriffszeit erreicht werden soll.
Der Sport besteht aus mehreren Elementen anderer Sportarten. Neben Basketball werden auch Parallelen zu körperbetonten, aggressiveren Sportarten wie American Football oder Hockey deutlich. Durch die Ausstattung des Spielfeldes werden den Spielern auch neue Bewegungen ermöglicht, die dem Bereich des Turnens zuzuordnen sind. Die Spieler springen, fliegen und prallen hart aneinander.

## Regeln
Die Regeln sind ähnlich dem Basketball, denn Ziel des Spiels ist es den Ball durch den ca. 3 Meter hohen Korb zu spielen. Zwei Teams spielen gegeneinander, jede Mannschaft besteht aus 8 Spielern, von denen 4 aktiv auf dem Spielfeld sind. Diese werden auf folgende 3 Positionen verteilt:
- 1 Handler (Angreifer);
- 2 Gunner (Mittelfeldspieler);
- 1 Stopper (Verteidiger).

Es wird zeitlich in zwei Spielhälften gespielt, jede ist 16 Minuten lang. Bei Fouls läuft die Uhr weiter, bei Auszeiten wird sie dagegen angehalten. Würfe auf den Korb können von überall innerhalb des Spielfeldes erfolgen. Treffer zählen grundsätzlich zwei Punkte. Ausnahme sind die den Spielnamen gebenden „Slam Dunks“ und Würfe von außerhalb der Insel, welche 3 Punkte zählen. Innerhalb von 15 Sekunden muss das angreifende Team einen Wurf auf den Korb versuchen. Den Spielern ist es erlaubt, sich auf dem Spielfeld außerhalb der Trampoline gegenseitig umzurennen und den Ball direkt vom Korb abzuwehren, obwohl er über sein Flugbahnmaximum hinaus ist, sogenanntes „goal tending“. Wird der Ball von zwei gegnerischen Spielern gleichzeitig berührt, geht der Ball an das verteidigende Team.

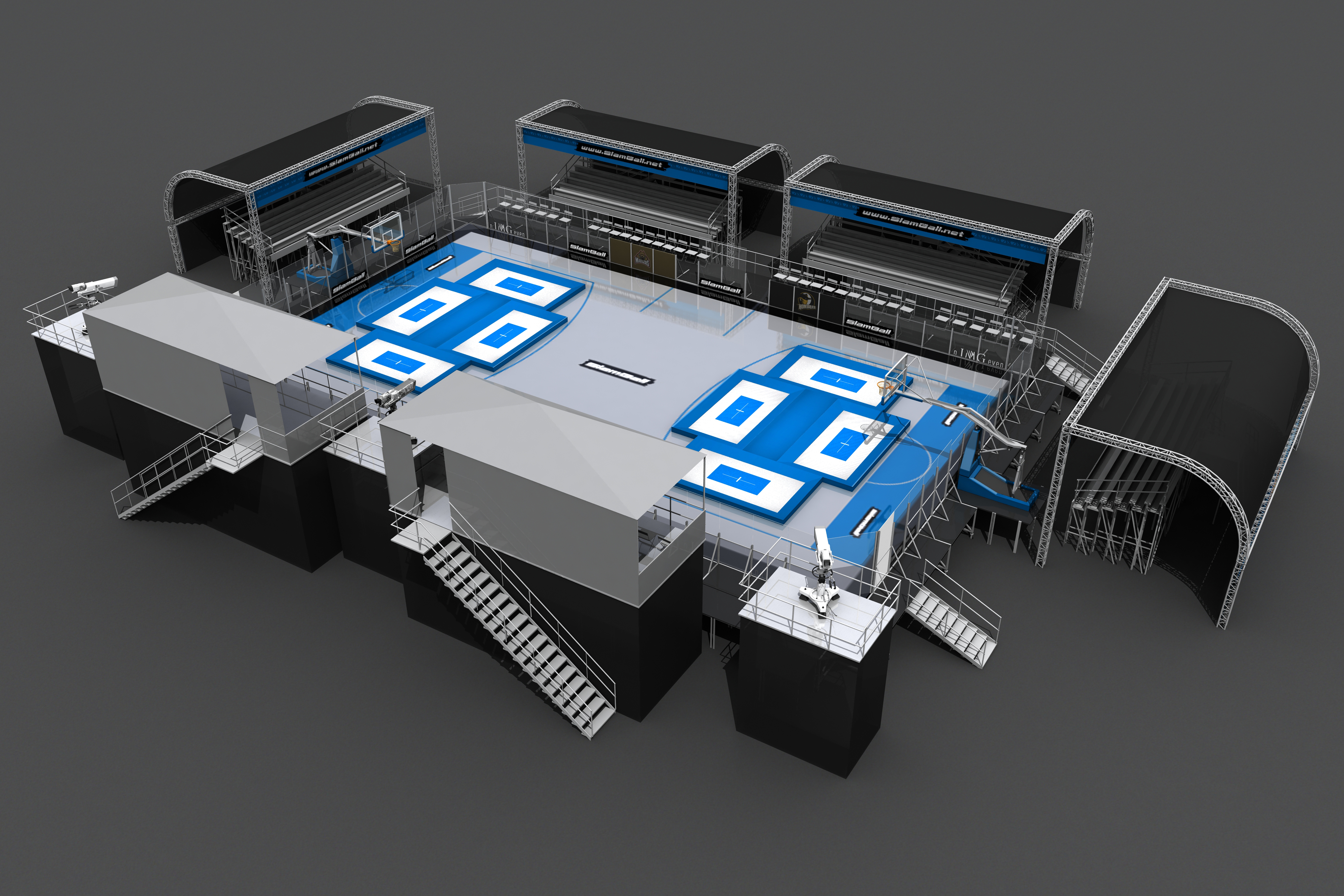
Spielfeld (3D Schema)

Das Spielfeld wird durch hohe Wände aus Acrylglas begrenzt, die als Bande benutzt werden dürfen. Vier rechteckige Trampoline sind jeweils unter den Körben eingelassen. Diese katapultieren die Spieler über fünf Meter hoch und ermöglichen somit die spektakulären Dunks. Zwischen den Trampolinen liegt die „Insel“, in der ein Angreifer kurz verweilen kann, um einen neuen Spielzug vorzubereiten. Zusammen mit den Trampolinen bildet dieser Bereich die „SlamZone“, in der spezielle Foulregeln gelten, die genau festgelegt und sehr komplex sind. Allgemein gilt: Ein Foul ist, wenn der Gegner in der Luft oder von hinten angegriffen wird.
Bei einem Foul kommt es zu einem Ballwechsel oder bei jedem schwereren Foul zu einem  „Freiwurf“, der mit einem Basketball-Freiwurfs nicht vergleichbar ist: Bei dem so genannten „Face-Off-Freiwurf“ kommt es zu einem 1 gegen 1 zwischen dem gefoulten Spieler und dem Verteidiger. Der Angreifer stellt sich an der Mittellinie auf und darf den Korb attackieren, wobei der Spieler der das Foul begangen hat versucht dies durch Blockieren zu verhindern.

## Entstehungsgeschichte
Der Erfinder des Sports ist Mason Gordon, der eine Ball-Sportart entwickeln wollte, die von Form und  Ästhetik der Videospiele inspiriert ist. Unterstützt wurde sein Projekt durch den Filmproduzenten Mike Tollin. 2000 wurde ein erstes Spielfeld in einer alten Lagerhalle in Los Angeles eingerichtet und das Spiel von unterschiedlichen Sportlern getestet. Slamball setzt sich in der Folge in  Kalifornien durch. Wegen des spektakulären Spielverlaufs und der Perfektion der Spieler erhielt Gordons  Slamball schon während der ersten Spielsaison einen Fernsehvertrag, was den Sport populär machte. Inzwischen wird Slamball auch in verschiedenen europäischen Ländern gespielt. Die Sportart wird seit der Entstehung in den USA regelmäßig im Fernsehen übertragen, auch in Großbritannien gibt es mittlerweile eine Fangemeinde.
In der US-amerikanischen Sitcom King of Queens spielen die Hauptcharaktere ebenfalls Slamball, was dieser Sportart einen Schub in ihrer Beliebtheit auch in Europa gab. 2006 tourte Slamball durch Europa. Im deutschsprachigen Raum waren Auftritte in München, Köln, Basel, Berlin auf dem Programm.